# Маркелов, Степан Ефимович
Степан Ефимович Маркелов (24 марта 1891 — 1968) — русский морской офицер, первый командующий Красной Азовской военной флотилией, капитан советского морского флота.

## Биография
Окончил Петербургское морское училище. 25 мая 1915 года был зачислен в 1-й Балтийский флотский экипаж. 17 августа 1915 года произведён в прапорщики по морской части. 18 июля 1917 года переименован в мичманы военного времени флота. В годы первой мировой войны командовал гидрографическим судном «Горизонт».
После революции перешёл в РККФ. В 1917—1919 годах — командир военных судов на Балтике, командовал тральщиком «Орёл». В марте 1920 года начал создание красного Азовского флота и стал его первым командующим. С апреля 1920 года — начальник береговой обороны Азовского моря. Участвовал в боях с армией и флотом Врангеля. 9 июля 1920 года командовал флотом в боях у Кривой косы. С августа 1920 года — начальник 2-го дивизиона сторожевых судов в Одессе. С октября 1920 года — начальник морской обороны района Одесса — Очаков.
После гражданской войны — капитан гидрографических и торговых судов, возглавлял морские порты Керченского и Мариупольского металлургических заводов. В 1930 году вступил в ВКП(б). В 1937 году — начальник порта в Николаевске-на-Амуре. Затем — начальник пароходств: Николаевского-на-Амуре (1940—1945), Сахалинского (1945—1946). В 1946—1947 годах — начальник Углегорского порта. С 1949 года — капитан Ленинградского порта.
Похоронен в Севастополе.

## Семья
Жена — Ирина Николаевна Нольде-Маркелова (1902—1965).

## Награды
- почётный работник Морского флота СССР

## Память
Имя С. Е. Маркелова носит улица в Приморском районе Мариуполя.